# Пачеко Ривас, Фернандо
Ферна́ндо Хосе́ Паче́ко Ри́вас (исп. Fernando José Pacheco Rivas; родился 26 июня 1999 года в Сан-Висенте-де-Каньете, Перу) — перуанский футболист, полузащитник клуба «Флуминенсе», на правах аренды выступающий за «Жувентуде».

## Биография
Пачеко — воспитанник клуба «Спортинг Кристал». 20 августа 2016 года в матче против «Унион Комерсио» он дебютировал в перуанской Примере, в возрасте семнадцати лет. В том же сезоне Фернандо помог выиграть чемпионат. 3 марта в поединке против «Универсидад Сан-Мартин» Фернандо забил свой первый гол за «Спортинг Кристал».
В начале 2015 года Пачеко в составе юношеской сборной Перу принял участие в юношеском чемпионате Южной Америки в Парагвае. На турнире он сыграл в матчах против команд Парагвая и Бразилии.
В 2017 года Пачеко принял участие в молодёжном чемпионате Южной Америки в Эквадоре. На турнире он сыграл в матче против команды Аргентины, Боливии, Венесуэлы и Уругвая.

## Достижения
- Чемпион Перу (1): 2016